# Vlag van Tennessee
De vlag van Tennessee bestaat uit drie witte sterren in een blauwe (wit omrande) cirkel met een blauwe band aan het uiteinde. De blauwe band wordt van het veld gescheiden door een witte lijn. De vlag werd ontworpen door Le Roy Reeves, een kolonel uit Tennessee, en aangenomen op 17 april 1905.
De drie sterren staan voor de drie regio's van de staat: Oost-Tennessee, Midden-Tennessee en West-Tennessee. De blauwe cirkel symboliseert de eenheid die deze gebieden vormen als de Amerikaanse staat Tennessee. De blauwe balk is aan het uiteinde van de vlag is bedoeld om de vlag mooi te maken. In de woorden van Reeves: "De blauwe balk aan het einde verzacht de egaliteit van het karmozijnrode veld en voorkomt dat de vlag te karmozijnrood lijkt wanneer zij slap hangt." Sommigen zien in de blauwe balk echter de rivier de Tennessee.

## Geschiedenis
Toen de Amerikaanse Burgeroorlog in 1861 naderde, werd er in eerste instantie een vlag voor de staat voorgesteld.
In 1897 nam Tennessee een rode, witte en blauwe driekleur aan. De drie balken werden opzettelijk schuin geplaatst in een poging om de geografisch verschillende regio's van Tennessee te vertegenwoordigen. De vlag bevatte het getal "16", omdat Tennessee was toegelaten als 16e staat van de Unie, en de woorden "The Volunteer State", de officiële bijnaam van de staat.
De huidige vlag werd ontworpen door kolonel Le Roy Reeves, een advocaat uit Johnson City die op dat moment in dienst was bij de Nationale Garde van Tennessee. De Algemene Vergadering van Tennessee nam de vlag officieel aan op 17 april 1905.
| Vexillologisch symbool voor een vlagvoorstel | Vexillologisch symbool voor een buiten gebruik gestelde vlag |